# Råbjerg og Tolshave Mose
Råbjerg og Tolshave Mose este o arie protejată (arie de protecție specială avifaunistică — SPA) din Danemarca întinsă pe o suprafață de 2.326 ha, integral pe uscat.

## Localizare
Centrul sitului Råbjerg og Tolshave Mose este situat la coordonatele 57°31′53″N 10°22′49″E / 57.531389°N 10.380278°E.

## Înființare
Situl Råbjerg og Tolshave Mose a fost declarat arie de protecție specială avifaunistică în mai 1983 pentru a proteja 6 specii de animale.

## Biodiversitate
Situată în ecoregiunea continentală, aria protejată nu include niciun habitat protejat.
La baza desemnării sitului se află mai multe specii protejate de  păsări (6): ciuf de câmp (Asio flammeus), cristeiul de câmp (Crex crex), cocor (Grus grus), sfrâncioc roșiatic (Lanius collurio), cresteț pestriț (Porzana porzana), fluierar de mlaștină (Tringa glareola).